# Laura Creavalle
Laura Creavalle (Guayana británica, 25 de enero de 1959) es una culturista profesional canadiense de origen guayanés.

## Primeros años y educación
Laura Creavalle nació en 1959 en la Guayana Británica. Emigró a Canadá cuando tenía 13 años. Asistió a la Industrial High School y al Mercy College.

## Carrera en el culturismo

### Amateur
Durante un viaje a Kingston (Jamaica) en 1982, Creavalle asistió a un concurso de culturismo femenino y quedó impresionada por el hecho de que la competidora que quedó en tercer lugar tenía un tipo de cuerpo similar al suyo: una parte inferior del cuerpo proporcionalmente más grande que la parte superior. Al volver a su casa de Toronto (Canadá), empezó a entrenar para convertirse en culturista. 
Seis meses después, se presentó a su primer concurso, el Campeonato de Novatos de Ontario, y ganó el título de peso ligero. En 1983, ella y su compañero de entrenamiento, Tony Melville, se unieron y obtuvieron el segundo puesto en los Campeonatos Canadienses por Parejas. Un viaje a California estimuló aún más su interés, lo que la llevó a trasladarse. En 1986, ganó el Campeonato de Estados Unidos de la NPC. Obtuvo su tarjeta profesional al ganar la categoría de peso pesado en los Campeonatos Mundiales Amateur de la IFBB de 1988 en Puerto Rico.

### Profesional
En 1988, Creavalle debutó como profesional seis semanas después en el concurso de Ms. Olympia de 1988, concurso al que volvería 12 veces más antes de su retirada. Durante su carrera profesional, su país de origen aparecía tanto en Canadá como en Estados Unidos en la tarjeta de puntuación del concurso. Fue subcampeona dos veces en el Ms. Olympia (1992 y 1994) y ganó tres títulos de Ms. International (1990, 1994 y 1995).

### Retirada
Tras quedar sexta en el Ms. Olympia del año 2002, Creavalle se retiró del culturismo.

### Legado
Creavalle fue incluida en el Salón de la Fama de la IFBB en 2007. Actualmente, es la culturista de ascendencia guyanesa con más éxito del mundo.

### Historial competitivo
- 1983 - Novice Canada - 1º puesto
- 1983 - Toronto Championships - 1º puesto
- 1983 - Ontario Canadian Championships novice - 1º puesto
- 1985 - Toronto Championships - 1º puesto
- 1985 - The Choice of Champions - 1º puesto
- 1986 - NPC Southern California - 1º puesto (HW)
- 1986 - NPC California State - 2º puesto (HW)
- 1986 - NPC Nationals - 4º puesto (MW)
- 1986 - NPC USA Championship - 1º puesto (LHW y Overall)
- 1986 - NPC USA Mixed Pairs - 1º puesto
- 1988 - IFBB Caribbean Championships - 1º puesto (HW)
- 1988 - IFBB World Amateur Championships - 1º puesto (HW)
- 1988 - IFBB Ms. Olympia - 11º puesto
- 1989 - Pro World - 8º puesto
- 1989 - IFBB Ms. Olympia - 6º puesto
- 1990 - Ms. International - 1º puesto
- 1990 - IFBB Ms. Olympia - 4º puesto
- 1991 - IFBB Ms. Olympia - 3º puesto
- 1992 - Ms. International - 3º puesto
- 1992 - IFBB Ms. Olympia - 2º puesto
- 1993 - IFBB Ms. Olympia - 3º puesto
- 1994 - Ms. International - 1º puesto
- 1994 - IFBB Ms. Olympia - 2º puesto
- 1995 - Ms. International - 1º puesto
- 1995 - IFBB Ms. Olympia - 5º puesto
- 1996 - Ms. International - 2º puesto
- 1996 - IFBB Ms. Olympia - 4º puesto
- 1997 - IFBB Ms. Olympia - 4º puesto
- 1998 - IFBB Ms. Olympia - 5º puesto
- 1999 - Pro Extravaganza - 1º puesto
- 1999 - IFBB Ms. Olympia - 3º puesto
- 2002 - IFBB Ms. Olympia - 6º puesto (LW)[2]

## Vida personal
Ya retirada de la competición, dirige el Club Creavalle Training Camp, que ofrece entrenamiento personal, formación en nutrición y servicios relacionados. También ha escrito dos libros de cocina: A Taste of Club Creavalle y The Lite Lifestyle: 150 Ultra Low Calorie Recipes for Rapid Weight Loss!. Así mismo, es coautora de The Health Handbook con su ex marido Chris Aceto. Ha sido editora de la revista Muscle & Fitness en la columna "Muscle Fare" sobre cocina baja en grasas.
En diciembre del año 2000 se casó con Colin Maragh, viviendo en Toronto (Canadá). Vende comidas saludables a través de su empresa, Healthy Gourmet Express, que proporciona a los clientes entregas semanales de 10 comidas.